# 110 in the shade
110 In The Shade is een Amerikaanse musical met muziek van Harvey Schmidt en tekst van Tom Jones, gebaseerd op het toneelstuk "The Rainmaker" van N. Richard Nash.
De musical draait rond Lizzie Curry, goed op weg om een oude vrijster te worden ondanks haar humor, intelligentie en vaardigheden in het huishouden die samen met haar vader woont op een ranch in het Amerikaanse Zuidwesten, en haar relaties met enerzijds de plaatselijke sheriff File, een gescheiden man en bang om weer gekwetst te worden en anderzijds de oplichter Bill Starbuck, die de inwoners belooft regen te brengen naar het dorre gebied. Deze musical wijkt niet veel af van het oorspronkelijk toneelstuk. Groot verschil is wel dat alle scènes die in het toneelstuk binnen plaatsvonden naar buiten zijn verschreven, wat de gelegenheid gaf om meer ensembles toe te voegen. Veel van de tekst van Jones komt overigens letterlijk uit het toneelstuk van Nash.

## Geschiedenis en voorstellingen
Na het succes van The Fantasticks was deze musical de eerste uitdaging voor dit duo. De oorspronkelijk muziek was net een opera. Toen de duur van de show in Boston veel te lang bleek, werd er duchtig gesnoeid in het aantal muzikale nummers, in die mate dat er evenveel nummers wegvielen als er uiteindelijk overbleven.
Na twee previews opende de show in het Broadhurst Theatre op 24 oktober 1963. Regisseur was Joseph Anthony terwijl Agnes de Mille instond voor de choreografie. De show werd 330 keer uitgevoerd. In deze originele cast zaten onder andere Robert Horton als Starbuck, Inga Swenson als Lizzie and Stephen Douglass als File, en met Lessey Ann Warren, Will Geer en Gretchen Cryer in bijrollen.
Schmidt en Jones werden genomineerd voor een Tony Award, Swenson voor Beste Actrice in een Musical, Geer als Beste Mannelijke Bijrol en Anthony voor de regie.
De West End productie, geregisseerd door Emile Littler, opende op 8 februari 1967 in het Palace Theatre en kende 101 voorstellingen.
In 1992 kwam er een productie door de New York City Opera, in een regie van Scott Ellis, een choreografie van Susan Stroman, en met Karen Ziemba als Lizzie. Hier kwam de muziek veel meer tot zijn recht, dit operagezelschap had immers een groter orkest ter beschikking dan een doorsnee Broadway orkest.
In 1999 werd een concert versie opgevoerd in het Fortune Theatre in London door Ian Marshall Fisher voor het Discovering Lost Musicals Charitable Trust, met Louise Gold as Lizzie. Voor deze productie werd enkel een pianobegeleiding gebruikt en hadden de acteurs zelfs geen microfoon.
Een Broadway revival door het Roundabout Theater Company in een regie door Lonny Price opende op 9 mei 2007 in Studio 54 and eindigde na 94 voorstellingen en 27 previews op 29 juli 2007. In deze cast zaten onder meer Audra McDonald, John Cullum, en Steve Kazee. McDonald won de Drama Desk Award Beste Actrice in een Musical.